# Chae Ji-hoon
Chae Ji-hoon (kor. 채지훈; ur. 5 marca 1974 w Seulu) – południowokoreański łyżwiarz szybki specjalizujący się w short tracku. Trzykrotny medalista olimpijski.
Brał udział w dwóch igrzyskach (Io 94, IO 98) i na obu olimpiadach zdobywał medale. W 1994 został mistrzem na dystansie 500 metrów, i był drugi na dwukrotnie dłuższym. Cztery lata później został wicemistrzem olimpijskim w sztafecie. Był medalistą, w tym złotym, nie tylko mistrzostw świata, ale także uniwersjady oraz zimowych igrzysk azjatyckich.